# قرار مجلس الأمن التابع للأمم المتحدة رقم 1433
قرار مجلس الأمن التابع للأمم المتحدة رقم 1433، المتخذ بالإجماع في 15 آب / أغسطس 2002، بعد الإشارة إلى القرار 696 (1991) والقرارات اللاحقة بشأن الحالة في أنغولا، ولا سيما القرار 1268 (1999)، أذن المجلس بإنشاء بعثة الأمم المتحدة في أنغولا كبعثة متابعة لمكتب الأمم المتحدة في أنغولا. تم اعتماد القرار 1433 في نفس اليوم الذي مدد فيه المجلس تعليق قيود السفر المفروضة على مسؤولي يونيتا في القرار 1432 (2002).

## القرار

### أعمال
أُنشئت بعثة الأمم المتحدة في أنغولا لفترة أولية مدتها ستة أشهر حتى 15 شباط / فبراير 2003 وسيترأسها الممثل الخاص للأمين العام. وسيشمل تفويضها أحكامًا لمساعدة الأطراف على إبرام بروتوكول لوساكا،  ومساعدة الحكومة الأنغولية من خلال:
(أ) حماية حقوق الإنسان وتعزيزها، وتوطيد السلام، وتعزيز سيادة القانون؛
(ب) تقديم المساعدة في أنشطة إزالة الألغام؛
(ج) تنسيق المساعدة للفئات الضعيفة؛
(د) إعادة دمج الجنود المسرحين؛
(هـ) تعزيز الانتعاش الاقتصادي؛
(و) تعبئة الموارد من المجتمع الدولي؛
(ز) تقديم المساعدة الانتخابية للحكومة الأنغولية.
كما تمت الموافقة على مستشار حماية الطفل. وأخيراً، طُلب من الأمين العام كوفي عنان تقديم تقرير مؤقت في غضون 3 أشهر عن عمل بعثة الأمم المتحدة في أنغولا.

## روابط خارجية
- نص القرار في undocs.org